# Беркут (футбольний клуб)
«Беркут» — російський футбольний клуб в окупованому Криму, який «представляє» Армянськ. Виступав у Прем'єр-лізі КФС. На момент заснування клуб «представляв» місто Євпаторію.

## Хронологія назв
- 2015 – ПФК «Беркут» (Євпаторія)
- 2016 – ПФК «Беркут» (Армянськ)

## Історія
Клуб, на базі якого було створено «Беркут», називався «Агрокапітал» (Суворовське) і представляв на республіканському рівні Сакський район. У 2011 році «Агрокапітал» (Суворовське) брав участь в аматорському кубку України.
Перший офіційний матч команда «Беркут» провела 21 березня 2015 року в рамках 1/4 фіналу Кубку Криму. Суперником на той момент євпаторійської команди був «Бахчисарай». Завдяки двом голам Ленура Ахунова «хижаки» здобули перемогу з рахунком 2:0. Пройшовши «Бахчисарай», команда з Євпаторії потрапила на керченський «Океан», якому поступилася за результатами двох матчів. Таким чином, перший в історії «Беркуту» похід за Кубком Криму завершився на стадії 1/2 фіналу.
18 квітня того ж року «Беркут» у дербі проти «Євпаторії» стартував на Всекримському турнірі, за результатами якого команда головного тренера Сергія Борисовича Леженцева посіла у Групі Б 5-е місце з 10. За підсумками цього змагання було відібрано 8 команд, які сформували так звану Прем'єр-лігу Кримського футбольного союзу. Головним принципом складання кримського чемпіонату було «одне місто — одна команда». На місце від Євпаторії претендували однойменний футбольний клуб та «Беркут». Керівництво КФС дало єдину путівку до нового чемпіонату ФК «Євпаторія». Непопадання до головного турніру Криму стало несподіванкою для керівництва «Беркуту», але вихід було знайдено досить швидко — ухвалено рішення перевезти футбольний клуб із Євпаторії до Армянська та знову подати заявку на участь у чемпіонаті. Ця заявка була прийнята, і «Беркут» (Армянськ) увійшов до вісімки перших команд КПЛ.
30 квітня 2016 року клубу через заборгованість із зарплати бойкотували матч проти «Бахчисарая», який в підсумку не відбувся, а клубу через неявку гравців зараховали технічну поразку. Більшість гравців самовільно залишили розташування клубу та були виключені із заявки, а вже 12 травня 2016 року клуб знявся з турніру Кримської Прем'єр-ліги та був розформований.

## Стадіон
Домашні матчі ПФК «Беркут» проводив на стадіоні «Хімік» в Армянську, розрахований на 5000 глядачів.

## Назва клубу
«Беркут» також називали колишній спецпідрозділ української міліції, який застосовував надмірну силу проти демонстрантів Євромайдану. Але в Криму місцеві колаборанти «Беркут» сприймають як «героїв». На цьому тлі вибір назви клубу міг би бути натяком на скандальний підрозділ української міліції, але офіційно це не було підтверджено клубом.

## Статистика виступів
| Сезон   | Див.                          | Міс. | Іг. | В | Н | П  | ЗМ | ПМ | О  | Кубок Криму | Єврокубки | Єврокубки | Примітки              |
| ------- | ----------------------------- | ---- | --- | - | - | -- | -- | -- | -- | ----------- | --------- | --------- | --------------------- |
| 2015    | 1-й Всекримський турнір Гр. Б | 5/10 | 9   | 5 | 2 | 2  | 27 | 27 | 17 |             |           |           | Реорганізація змагань |
| 2015–16 | 1-й Прем'єр-ліга              | 8/8  | 28  | 1 | 7 | 20 | 18 | 61 | 10 | Груповий    |           |           | Знявся                |